# Partit de la Coalició Estoniana
Partit de la Coalició Estoniana (estonià Eesti Koonderakond) fou un partit polític d'Estònia d'ideologia social-liberal, fundat el desembre de 1991 per Tiit Vähi i que va aplegar molts antics membres del Partit Comunista d'Estònia. En el seu programa es va fer èmfasi en la llibertat personal i responsabilitat.
A les eleccions legislatives estonianes de 1992 amb la denominació Kindel Kodu va obtenir 62,329 vots (13,60%) i 17 escons, i Tiit Vähi fou nomenat primer ministre d'Estònia provisional el 1992. A les eleccions de 1995 va obtenir 174.248 vots (el 32,23%) i 41 escons. Tiit Vähi fou nomenat novament primer ministre en un govern de coalició amb Unió del Poble Estonià, el Partit del Centre Estonià i el Partit Reformista Estonià, fins que va dimitir el 1997 i el va substituir Mart Siimann. El 1998 ingressà a la Internacional Liberal. A les eleccions de 1999 només va obtenir 36.692 vots (7,58%) i 7 escons, i va restar a l'oposició. Es va dissoldre oficialment el 2002.

## Resultats electorals

### Eleccions legislatives
| Any  | Vots            | %               | Escons   | +/– | Govern   |
| ---- | --------------- | --------------- | -------- | --- | -------- |
| 1992 | Coalició amb ER | Coalició amb ER | 17 / 101 | 17  | Oposició |
| 1995 | Coalició amb ER | Coalició amb ER | 41 / 101 | 24  | Coalició |
| 1999 | 36,692          | 7.6 (#4)        | 7 / 101  | 34  | Oposició |